# Jekatierinowka (rejon matwiejewo-kurgański)
Jekatierinowka (ros. Екатериновка) – wieś (sieło) w Rosji, w obwodzie rostowskim, w rejonie matwiejewo-kurgańskim. W 2010 liczyła 846 mieszkańców.